# 女だけの都
『女だけの都』（おんなだけのみやこ）は、1935年公開のフランス映画。突然町にやって来たスペイン軍が、女たちの機転で平和裡に一夜を過ごして去る。17世紀初頭のフランドルを舞台にした艶笑的風刺物語。監督のジャック・フェデーと脚本のシャルル・スパーク（Charles Spaak）は共に、フランドルの後身であるベルギーの生まれである。フェデー夫人のフランソワーズ・ロゼーが、町の危急を救う町長夫人を演じた。
原題のLa Kermesse héroïqueは「英雄的な祭り」の意。邦題は、輸入元の東和商事が公募により定めた。

## あらすじ
1616年、城壁に囲まれたフランドルは南ネーデルラントの小さな町（現在のベルギーのブーム(en））は、年に一度の謝肉祭の支度に忙しい。町役場では、正装のお偉方らをヤン・ブリューゲルが描いている。彼は町長の長女と恋仲である。町長の肝っ玉夫人コルネリアは祭りの支度のほか、末っ子のお風呂や長女の恋の面倒見にも大忙し。
騎馬の伝令が駆け込み、お偉方に手紙を投げる。「今夜スペインのオリバーレス公と軍隊がこの町に泊る」……。虐殺・略奪・凌辱の予感におびえるお偉方は、町長が急死したとつくろって、公一行にご遠慮願おうとたくらむ。
コルネリアは弱虫亭主を尻目に、女たちを町の広場に集め、「私たちが町を守ろう。女には女の武器がある」と演説する。公一行が整然とやってくる。コルネリアは喪服の女たちを引き連れ、城門の外で迎える。町長急死と聞いた公は「追悼をともにしたい」と、軍楽を弱めて入城する。一人ずつ女たちと腕を組んで……。
コルネリアが将校らの部屋を割り振る。公らが「遺骸」を弔問する。「なぜ泣かない?」と公、「ほっといたしましたので」とコルネリア。町長が不覚のくしゃみをする。生臭坊主らが「お見逃しを」の賄賂をせしめる。
将校らの部屋のあちらこちらでカーテンが閉まる。
兵卒らは町の酒場で飲み、女たちと交歓する。スイスの傭兵もいる。楽隊が鳴り舞踏会が始まる。晩餐会を終えた公とコルネリアたちも酒場の盛り上がりを見物する。二人が夜気を吸いに出ると雷が鳴り、彼女は公にしがみつく……。
コルネリアは恋仲の二人を公に紹介し、酒場から生臭坊主を呼んで来て仲人をして貰う。此の縁組みに反対の町長は、死んだまねを一時中止して怒り狂い、ますます狂言のボロを出す。
朝、起床の太鼓が鳴る。方々の民家から兵隊が飛び出してくる。生臭坊主も。軍楽が轟き、スペイン軍は歩武堂々と出発する。女房らが広場で名残を惜しみ、コルネリアもバルコニーから手を振る。「生き返った」町長が、昨夜を勘ぐってコルネリアの裾を引く。引かれながら告げる。「皆さんご苦労さまでした。オリバーレス公は1年間租税免除の特典を下さいました」……。町民が湧く。スペイン軍は、年に一度の町の祭りに大きな祝儀を贈った。「これも町長の機転のお陰です」とコルネリアが弱虫亭主をバルコニーに引っぱり出し、町長は照れながら笑う。

## スタッフ
- 監督：ジャック・フェデー（Jacques Feyder）
- 脚本：シャルル・スパーク（フランス語版）（Charles Spaak）
- 台詞：ベルナール・ジマー（フランス語版）（Bernard Zimmer）
- 助監督：マルセル・カルネ（Marcel Carné）
- 美術：ラザール・メールソン（フランス語版）（Lazare Meerson）
- 撮影：ハリー・ストラドリング（Harry Stradling）
- 音楽：ルイ・ベッツ（フランス語版）（Louis Beydts）

## キャスト
※括弧内は日本語吹替（テレビ版）
- 町長夫人コルネリア：フランソワーズ・ロゼー（中村たつ）
- 町長：アンドレ・アレルム（フランス語版）（金井大）
- オリバーレス公：ジャン・ミュラ（小林昭二）
- 従軍司祭：ルイ・ジューヴェ（中曽根雅夫）
- 町長の娘：ミシュリーヌ・シェイレル（フランス語版）（池田昌子）
- ヤン・ブリューゲル：ベルナール・ランクレ（フランス語版）

## 受賞
- 1935年、フランス・シネマ大賞
- 1936年、ヴェネツィア国際映画祭監督賞
- 1936年、ニューヨーク批評家協会外国映画賞
- 1937年、キネマ旬報外国映画ベストテン第1位

## 備考
- ヤン・ブリューゲルは、ピーテル・ブリューゲルの第二子。
- この頃のフランドルは、スペイン領ネーデルラントの一州としてスペインに支配されていた。そして1540年、カール5世（スペイン王としてカルロス1世）に遠征され、鎮圧された史実がある。
- オリバーレス伯爵またはオリバーレス公伯爵は実在した（ガスパール・デ・グスマン、1587年 - 1645年）。

## その他
- 撮影は、パリ北郊の、エピネー＝シュル＝セーヌ（Épinay-sur-Seine）のオープンセットで行われ、当時のルーブル美術館長が時代考証を監修したという。
- この映画の英語名は『フランダースのカーニヴァル』（Carnival in Flanders）である。また製作のトビス社は、フランソワーズ・ロゼー以外の俳優を入れ替えたドイツ語版を製作し、『賢い女たち』（Die klugen Frauen）の題名で翌年に公開した[2]。
- ベルギーのフランドル地方では、「父たちを臆病者に、母たちをふしだら者に描いた」という上映反対運動が起こり、フェデーとスパークは故国への反逆者呼ばわりされた。
- 1939年、ナチス・ドイツはこの映画の上映を禁じ、翌年ベルギーに侵入した。